# منيرة صلح
منيرة صلح(19 أيلول/سبتمبر 1911-27 تشرين الثاني/نوفمبر 2010) داعية رائدة لحقوق المرأة والأشخاص ذوي الإعاقة في لبنان. كانَت أول امرأة في لبنان والشرق الأوسط ترشح للبرلمان. وتَرَشَّحت لِشَغل مَقعَد في مجلس النواب اللبناني في عام 1960 و1964 و1968.شَخصيّة إنسانِيّة في التطوع والعَمَل الخَيري.
أسَّسَت مُنيرة صلح مَعهَد الأمل لِلمُعاقين عام 1959، وهُوَ أوّل مَركز مِن نوعه في لبنان والعالَم العَرَبي.كَما أسَّسَت في عام 1984 جمعية أولياء أمور الأطفال المعوقين عَقلِياً في لبنان، وهِيَ الأولى مِن نَوعها في لبنان.

## حياتُها وعَمَلُها
كانَت مُنيرة صلح مِن أبرَز القِيادات النِسائِية لِلمظاهرات التي أدت إلى استقلال لبنان في 1943. داعية لِحُقوق المَرأة، وأول امرأة مُسلِمة تُرَشَّح للإنتخابات البَرلمانية في لبنان وربما في العالَم العربي عندما ترشحت لِمَقعد في بيروت في 1960.كانَت مُرَشَّحة لِلإنتخابات التَّشريعيّة في لبنان مرتين بعد ذلك، في 1964 و1968. لكنها لَم تَفُز أبداً بِالإنتخابات.
وهِيَ مِن أوائِل النِّساء اللَّواتي التَحقن بالجامعة في لبنان والعالم العربي، حيثُ تَخَرَّجت في عام 1933 من الكُلّية الأمريكية العُليا لِلمرأة (الجامعة اللبنانية الأمريكية اليوم). بَعد فَترة وجيزة سافرت إلى بغداد/العراق، حَيثُ عَملت مُدَرّسة لِمدة عامَين، وساهَمَت في تَجديد المَناهج الدِّراسية الوَطَنِيَّة. عِندَ عودَتِها إلى لبنان في عام 1935، وتَزَوَّجت ابن عمها وَحيد صلح عَلى الرُّغم مِن رَفض والِدها. وخَرَجت مَع زوجِها إلى فلسطين لبضعة أشهر قبل عَودَتِها إلى دِيارِها وعِلمها بِموافقة والدها عَلى زَواجها.
جَنباً إلى جَنب مع النساء الريفيات الأخريات، عَمِلت مُنيرة صلح مِن أجل النُّهوض بالقَوانين المُتَعَلِّقة بالمَرأة والأشخاص ذَوي الإعاقة. في عام 1951، أصبحت عُضواً في المَجلِس اللُّبناني لِلِمَرأة.كَما أنَّها كانَت نَشِطة في العَمل الإنساني والعمل الخيري، وقادَت الفريق الوَطني لِمُتَطَوعي الإغاثة لِمساعدة ضَحايا الحريق الكَبير في بيروت في عام 1956.
وبَعد مُرور عام على اغتيال زَوجها خِلال أزمة لبنان 1958، انشأت مُنيرة صلح مَعهد الأمل لِلمُعَوّقين.وكانَت فكرته مِن رَغبتها في مُساعدة ابنها سَليم وغيرهم من الأطفال ذوي الإعاقة. وفي عام 1968، أصبحت عضواً في المنظمة الدَّولية لِلتأهيل، وهي المؤسسة الرائدة في العالَم لِحقوق المُعَوَّقين. وفي العام نفسه، انتخبت نائبة لِرئيس المَجلِس النِّسائي اللُّبناني، وفي 1970 أصبحت عضواً في المجلس الدولي للمرأة. حصلت علي تمييز خاص من الرئيس الأمريكي ريتشارد نيكسون بَعد حُضور ثَلاثة مُؤتمرات سَنَوية بين 1970 و1972 للجنة الرئيس الأمريكي المعنية بتوظيف الأشخاص ذوي الإعاقة في العاصمة واشنطن. وفي كفاحها من أجل النهوض بِحُقوق المرأة والأشخاص ذَوي الإعاقة، وقامَت بِتَمثيل لبنان رسمياً في مختلف المؤتمرات الدّولية في جَميع أنحاء العالم، بِما في ذلك في لشبونة وطوكيو وسيدني والمكسيك.

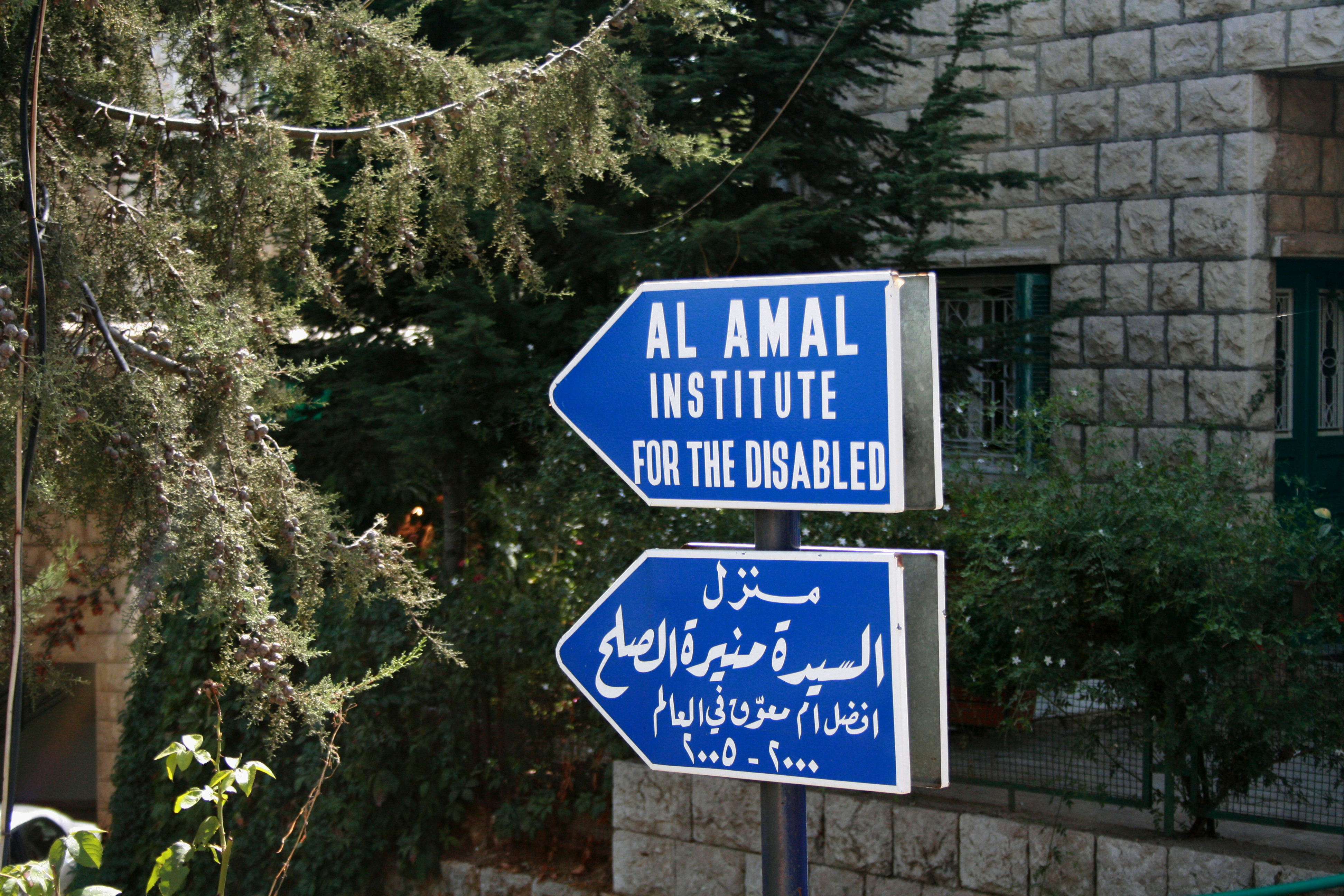
معهد الأمل للمعاقين في برومانا، لبنان

احتفَلت مُنيرة صلح في عام 2009 بالذكرى الخمسين لإنشاء معهد الأمل للمعاقين في احتفال اليوبيل الذهبي الذي تَمّ خِلاله عَرض فيلم خاصعن إنجازات حياتها والعمل الإنساني الرائد.
وتُوِفيت مُنيرة صلح في 27 تشرين الثاني/نوفمبر 2010. كانت تبلغ من العمر 99 سنة.ولا تَزال ابنَتُها سَناء وابنها نَصيب يُديران مَعهد الأمل لِلمعاقين في برمانا، لبنان.

## العائِلة
منيرة صلح مِن عائِلة بارِزة في لبنان وأعطت أربعة من رُؤَساء الوُزراء، رياض الصلح، سامي الصلح، تقي الدين الصلح ورشيد الصلح. عائلة الصلح هي في الأصل مِن ميناء صيدا القديم في جنوب لبنان. والدها عبد الرحيم الصلح «مسلم سني»، وأمُّها مَهيبة أشقَر، وهِيَ مارونية كاثوليكية مسيحية من برمانا، وهي بَلدة في قضاء المتن شرق بيروت. كانَ لَها خَمسة أطفال: سَمير (كان يعاني من إعاقات شديدة، تُوفي في سن مبكرة)، نَجلة (تُوفيت مِن مرض في سن مبكرة)، سليم (كان لديه إعاقات عقلية، 1942-2002)، سَناء ونَصيب. وكان لَديها تسعة أحفاد: أسعد، نَديم ونايلة رَزوق، نائِل وهالة رعد، وَحيد، مُنيرة، عُمر وماريا الصلح.

## التَّعليم
أكمَلَت مُنيرة صلح دِراسَتَها في المدرسة الأمريكية في مَدينة طرابلس، شمال لبنان، في 1929. ثُم ذَهَبَت إلى الكُلِّية الأمريكية لِلنساء (الجامعة اللبنانية الأمريكية اليوم) وتَخَرَّجت فيها عام 1933.
وفي 1950، حَصَلت على شِهادة تمريض من الصليب الأحمر اللبناني.
وفي 1975، حَصَلت على دبلوم في حلقة عَمَل دِراسية بِشأن الإعاقة وإعادة التأهيل مِن كُلية في برمنغهام، المملكة البريطانية.

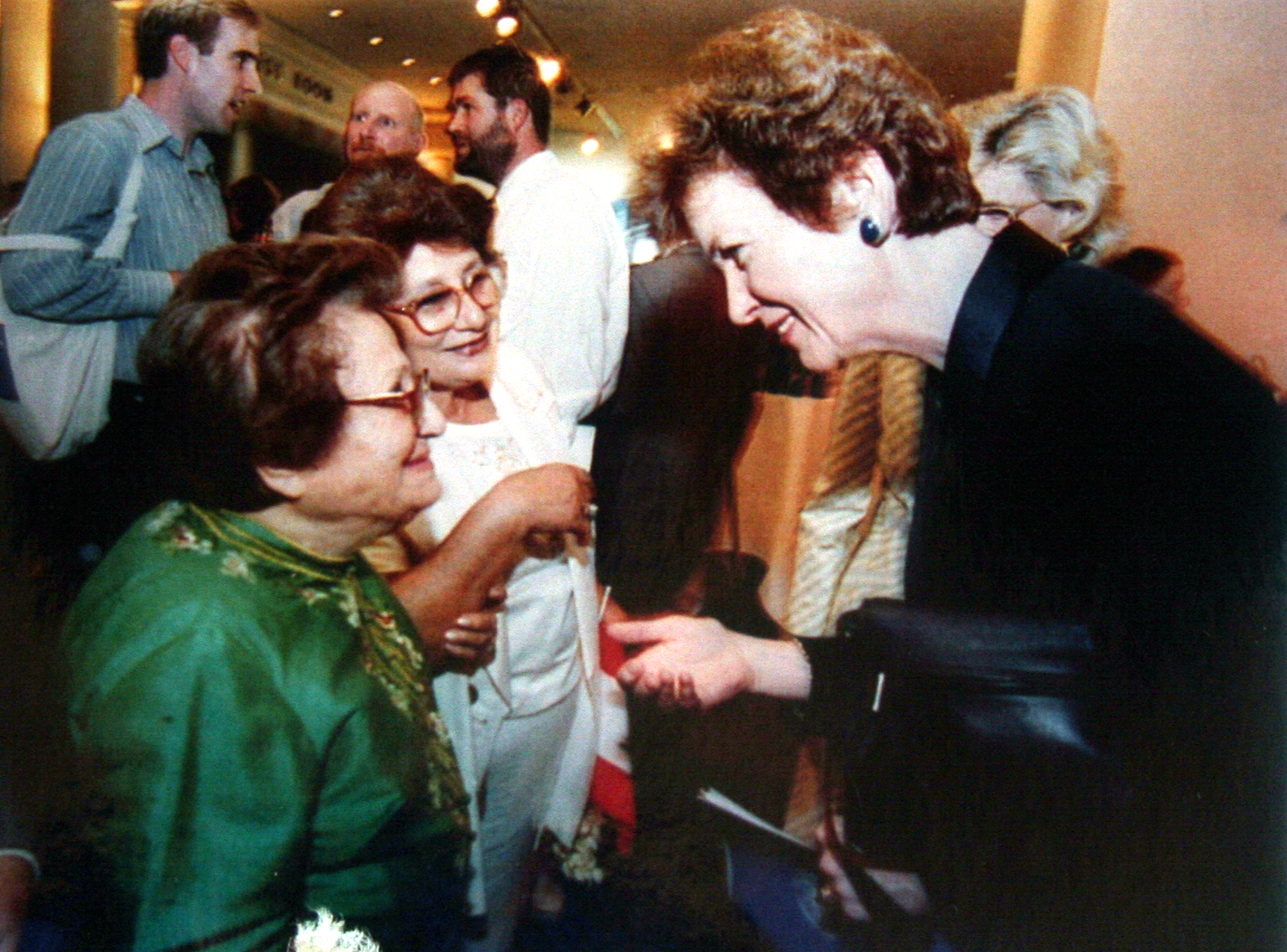
السيدة منيرة صلح تتلقى التهاني من السيدة ماري روبنسون لجائزة روز كينيدي للأمهات 2000-2005 ، عام 2000.

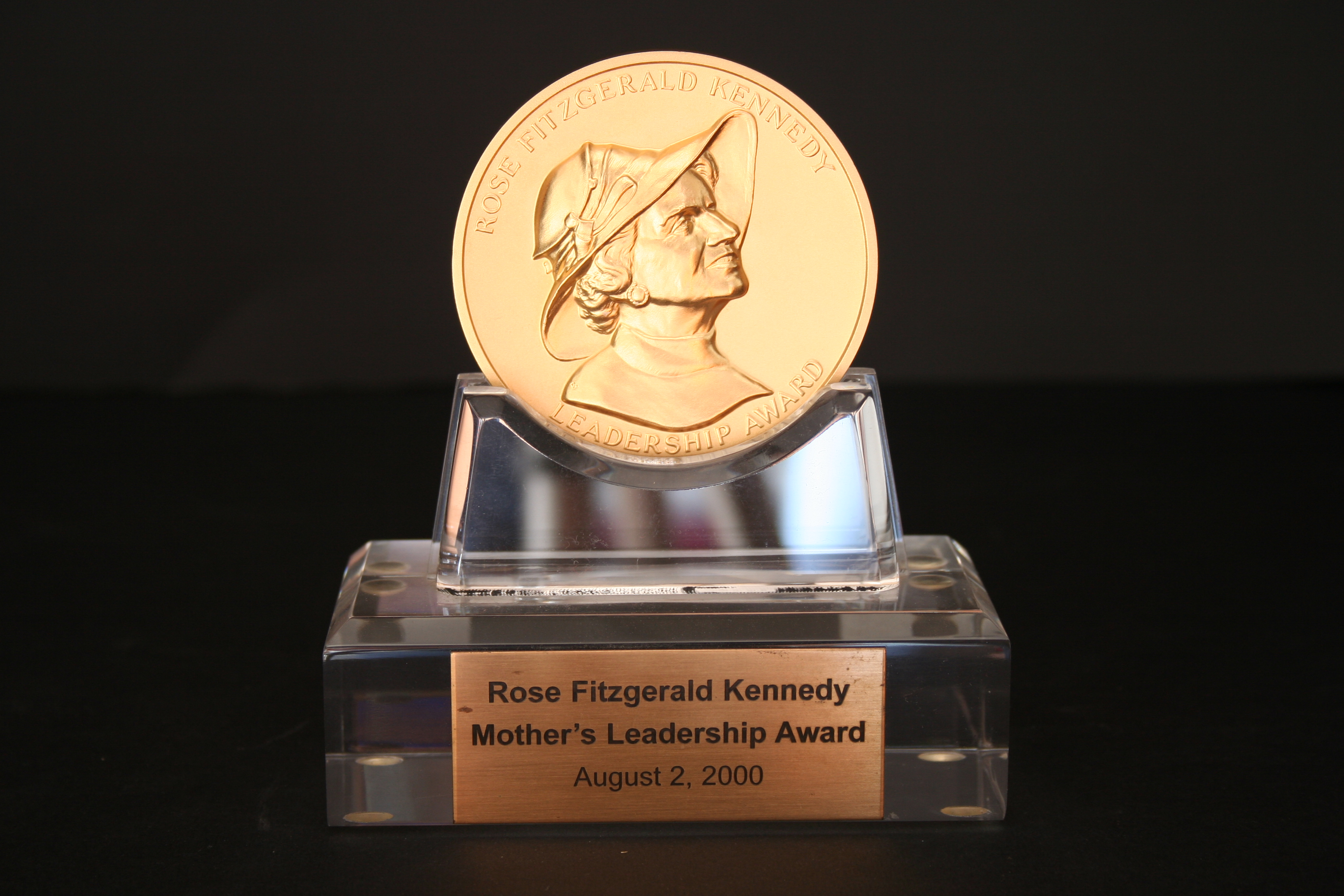
جائزة السيدة منيرة صلح 2000-2005

## الجوائز والأوسمة
- الوسام الوطني للأرز، الذي مَنَحته قائمة رؤساء لبنان في 2000.[13]

- وهي الحاصِلة على جائِزة القيادَة المَرموقة لِلأمهات روز كينيدي ل2000-2005 التي تَحتفل بكل أم لِطفل يُعاني مِن إعاقة عقلية«وأظهرت قِيادة بارزة والتزاماً دائماً طويلاً بتطوير الخدمات وتَحسينها وكذلك السياسة العامة نِيابة عن ابنها أوابنتها وغيرهم مِمن يُعانون مِن التَّخلف العَقلي».

وحَصَلت أيضاً عَلى الجَوائز التالِية:
- أمهات لبنان تَمييز مِن جامعة هايكازيان، بيروت، لبنان، مايو 2004.[14]
- جائِزة المَرأة العربية مِن مُؤسسة الحريري في 2002.
- جائِزة الذَّهب من قائمة رؤساء لبنان في 1995.
- وسام الصِّحة العامة مِن قائمة رؤساء لبنان في 1974.
- تَميز خاص مِن المُؤسسة الدَّولية لِلتَّأهيل في سيدني، أستراليا، 1972.
- تَميز خاص في لَجنة الرَّئيس الأمريكي المَعنية بِتوظيف الأشخاص ذَوي الإعاقة، العاصمة واشنطن في عام 1972.

## رَوابِط خارِجية
- Washington Report, Washington D.C., U.S.A., 2002.
- Syndicate of Hospitals in Lebanon.
- Lebanese Council of Women, Beirut, Lebanon, 30 November 2009.
- Lebanese Army, Yarzeh, Lebanon, May 2004.
- Saida City, Sidon, Lebanon, 31 March 2010.
- Saida City, Sidon, Lebanon, 30 November 2010.
- Lebanese Women's Awakening.
- Wikimapia.

## مَراجع
1. ↑  Lamia Rustum Shehadeh، المحرر (1999). Women and War in Lebanon. University Press of Florida. ص. 32. مؤرشف من الأصل في 2020-04-14.
2. ↑  El-Ghoul، Adnan (25 أكتوبر 2004). "Charity helps clothe and feed the needy". The Daily Star. Lebanon. مؤرشف من الأصل في 2019-12-14.
3. ↑  Moghaizel، Laure (1985). Women in the Lebanese Legislation. Naufal, Beirut, Lebanon: Beirut University College. ص. 36.
4. ↑  Joseph، Suad (2000). Gender and Citizenship in the Middle East. Syracuse, New York: Syracuse University Press. ص. 127. مؤرشف من الأصل في 2020-02-20.
5. ↑  "Passing Away of Mounira Solh" (PDF). Lebanon: Al Akhbar. 30 November 2010. مؤرشف من الأصل (PDF) في 3 مارس 2016. اطلع عليه بتاريخ أكتوبر 2020. {{استشهاد بخبر}}: تحقق من التاريخ في: |تاريخ الوصول= (مساعدة)
6. ↑  Chaarani، Aman Kabbara (نوفمبر 2010). "LCW President Eulogy for Mounira Solh". Beirut: Lebanese Council of Women website. مؤرشف من الأصل في 2013-04-15. اطلع عليه بتاريخ 2017-08-26. (Engl. tr.)
7. ↑  "Al- Amal Institute for the Disabled". United Nations Development Program. UNDP.org. نسخة محفوظة 26 ديسمبر 2010 على موقع واي باك مشين. [وصلة مكسورة]
8. ↑  "Ceremony for Al Amal's Golden Jubilee". Lebanon: National News Agency. 28 October 2009. مؤرشف من الأصل في 11 يناير 2020. اطلع عليه بتاريخ أغسطس 2020. {{استشهاد بخبر}}: تحقق من التاريخ في: |تاريخ الوصول= (مساعدة)
9. ↑  "Passing Away of Mounira Solh, Founder of Al Amal Institute for the Disabled at Age 99". Al Mustaqbal. Lebanon. 29 November 2010. مؤرشف من الأصل في 14 أبريل 2020. اطلع عليه بتاريخ أكتوبر 2020. {{استشهاد بخبر}}: تحقق من التاريخ في: |تاريخ الوصول= (مساعدة)
10. 1 2  "Lebanon Bids Farewell to Pioneer Mounira Solh". As Safir. Lebanon. 30 نوفمبر 2010. مؤرشف من الأصل في 2017-08-26.
11. ↑  "Haigazian University Online Collaborative Sponsoring the Welfare Wheat Race". Beirut, Lebanon: Haigazian University. 2 أبريل 2012. مؤرشف من الأصل في 2019-01-16.
12. ↑  "Achievements of LAU Women Graduates Throughout its History" (PDF). Beirut, Lebanon: Lebanese American University (LAU) Magazine and Alumni Bulletin. Winter 2012. ص. 31. مؤرشف من الأصل (PDF) في 2016-03-03.
13. ↑  "Activist Mounira Solh Passes Away". Lebanon: National News Agency. 28 نوفمبر 2010. مؤرشف من الأصل في 2020-05-11.
14. ↑  "Haigazian University Honors Distinguished Women" (PDF). Beirut, Lebanon: Haigazian University (HU) Newsletter. Fall 2004-2005. مؤرشف من الأصل (PDF) في 3 مارس 2016. اطلع عليه بتاريخ أغسطس 2020. {{استشهاد ويب}}: تحقق من التاريخ في: |تاريخ الوصول= و|تاريخ= (مساعدة)